# Dieter Schaad
Dieter Schaad (* 2. April 1926 in Wiesbaden; † 4. Februar 2023 ebenda) war ein deutscher Schauspieler.

## Leben
Dieter Schaad absolvierte nach dem Abitur von 1945 bis 1947 die Schauspielschule in seiner Heimatstadt Wiesbaden. Sein erstes Engagement führte ihn vier Jahre an das Stadttheater Worms. Danach spielte er u. a. am Theater Bielefeld, Theater Krefeld, Schauspielhaus Köln, Hamburger Kammerspiele, Staatstheater Darmstadt, Staatstheater Wiesbaden sowie einige Theatertourneen, zuletzt 2005/06 in dem Schwank Der Raub der Sabinerinnen.
Ende der 1980er-Jahre verkörperte Schaad die Rolle des Dr. Manfred Pauli in der ARD-Serie Lindenstraße. Darüber hinaus spielte er in Edgar Reitz’ Heimat den alten Paul Simon. 1993 war er in Thomas Mitscherlichs Die Denunziantin neben Katharina Thalbach zu sehen. Er spielte in vielen Fernsehformaten mit, u. a. Tatort, Die Kommissarin, Ein Fall für zwei, Stadtklinik, Forsthaus Falkenau, Diese Drombuschs, Stahlkammer Zürich und St. Angela. 1996 war er in einer Folge des Spin-offs zur Fernsehserie Auf Achse neben seiner Frau und ehemaligen Lindenstraße-Kollegin Dagmar Hessenland zu sehen. Die beiden lernten sich am Theater Krefeld kennen. Gelegentlich war Schaad als Synchronsprecher tätig.
Schaad war in über 70 Film-und-Fernsehproduktionen zu sehen und blieb bis ins hohe Alter schauspielerisch tätig. Von 2015 bis 2017 hatte er eine wiederkehrende Nebenrolle in der Serie Club der roten Bänder als Großvater der Hauptfigur Toni. Wenige Wochen vor seinem Tod hatten die Miniserie Gestern waren wir noch Kinder und die Tatort-Folge Lenas Tante mit ihm Premiere. Seine letzte Rolle spielte er als Nachbar in der Tatort-Folge Des anderen Last, welche allerdings erst nach seinem Tod ausgestrahlt wurde.
In seiner Freizeit förderte Schaad in seiner Heimatstadt Wiesbaden die Nerobergbahn; in den 1970er-Jahren setzte er sich für den Erhalt der wasserballastbetriebenen Drahtseilbahn aus dem Jahr 1888 ein und war Ehrenbahnmeister sowie Gründungsmitglied des Fördervereins der Nerobergbahn. Am 4. Februar 2023 starb Dieter Schaad knapp zwei Monate vor seinem 97. Geburtstag in seiner Geburtsstadt Wiesbaden.

## Filmografie
- 1962: Stahlnetz: Spur 211 (Fernsehreihe)
- 1969: Brandstifter
- 1973: Smog
- 1974: Zündschnüre
- 1975: Stellenweise Glatteis
- 1975: Die Stadt im Tal
- 1977: Rückfälle
- 1980: Ordnung
- 1981–2004: Ein Fall für zwei (Fernsehserie, 9 Folgen, verschiedene Rollen)
- 1983: Empfänger unbekannt
- 1984: Heimat – Eine deutsche Chronik (TV-Mehrteiler)
- 1984: Bei Mudder Liesl (TV-Miniserie)
- 1987: Stahlkammer Zürich – Ein zu hoher Einsatz
- 1987: Die Krimistunde – Der Kandidat
- 1987: Diese Drombuschs – Das Zerwürfnis
- 1988: Hessische Geschichten – Lieber später als nie/Wie ihr wollt/Mann tut was Mann kann
- 1989–1995: Lindenstraße (Fernsehserie, 23 Folgen)
- 1990: Bismarck
- 1993: Die Denunziantin
- 1993: Zwei Münchner in Hamburg (Fernsehserie, 1 Folge)
- 1993: Der Jugendgerichtshelfer
- 1994: Die Wache – Verzweiflungstaten
- 1995: Wie Pech und Schwefel (Fernsehserie, 1 Folge)
- 1995: Air Albatros
- 1996: Auf Achse (Fernsehserie, 1 Folge)
- 1997: Der Coup
- 1997: Aus heiterem Himmel (Fernsehserie, 1 Folge)
- 1997: Alle meine Töchter (Fernsehserie, 1 Folge)
- 1997: Sophie – Schlauer als die Polizei (Fernsehserie, 1 Folge)
- 1998: SOKO München (Fernsehserie, 1 Folge)
- 1998: Stadtklinik (Fernsehserie, 1 Folge)
- 1998: Mit einem Bein im Grab (Fernsehserie, 1 Folge)
- 1998: Liebe mich bis in den Tod
- 1999: Eine Liebe auf Mallorca
- 2000: Verzweiflung
- 2000: Eine Liebe auf Mallorca 2
- 2001: Eine Liebe auf Mallorca 3
- 2001: St. Angela – You Can’t Always Get What You Want
- 2002: Forsthaus Falkenau – Hassliebe
- 2002: Der Tod ist kein Beinbruch – Der Opa
- 2003: Der Tag der Befreiung
- 2003: Alphateam – Die Lebensretter im OP (Fernsehserie, 1 Folge)
- 2004: Die Kommissarin – Schwarze Liebe, roter Tod
- 2004: Hausmeister Krause – Ordnung muss sein (Fernsehserie, 1 Folge)
- 2007: Sehnsucht nach Rimini
- 2007: Länge ist nicht alles (Kurzfilm)
- 2009: Tatort: Altlasten (Fernsehreihe)
- 2010: Der magische Umhang (Kurzfilm)
- 2011: Bloch: Der Heiland
- 2011: Der Mann mit dem Fagott
- 2011: Niemand ist eine Insel
- 2012: Das Haus der Krokodile
- 2012: Rote Rosen (Fernsehserie, 4 Folgen)
- 2013: Heiter bis tödlich: Zwischen den Zeilen – Lieber reich und tot
- 2013: Marie Brand und die Engel des Todes
- 2014: SOKO Leipzig – Letzte Wahrheit
- 2014: SOKO Köln – Opa ist tot!
- 2015: Tiefe Wunden – Ein Taunuskrimi
- 2015–2017: Club der roten Bänder (Fernsehserie)
- 2016: Die Akte General
- 2016: Dahoam is Dahoam (Fernsehserie, 3 Folgen)
- 2016: Der Bulle und das Landei (Fernsehserie, 1 Folge)
- 2018: Tatort: Im toten Winkel
- 2018: Heldt – Spukhaus
- 2019: Club der roten Bänder – Wie alles begann
- 2020: Großstadtrevier – Das neue Revier
- 2020: Max und die wilde 7
- 2020: Die verlorene Tochter
- 2020: Tatort: Das fleißige Lieschen
- 2022: Mittagsstunde
- 2023: Gestern waren wir noch Kinder
- 2023: Tatort: Lenas Tante
- 2023: Tatort: Des anderen Last